# Фінансовий лізинг
Фіна́нсовий лі́зинг — договір лізингу, внаслідок укладення якого лізингоодержувач на своє замовлення отримує в платне користування від лізингодавця об'єкт лізингу на строк, не менший строку, за який амортизується 75 % вартості об'єкта лізингу, визначеної в день укладення договору. Сума відшкодування вартості об'єкта лізингу в складі лізингових платежів за період дії договору фінансового лізингу повинна включати не менше 75 % вартості об'єкта лізингу, визначеної в день укладення договору. Після закінчення строку договору фінансового лізингу об'єкт лізингу, переданий лізингоодержувачу згідно з договором, переходить у власність лізингоодержувача або викуповується ним за залишковою вартістю.
Фінансовий лізинг (оренда) передбачає придбання орендодавцем за замовленням орендаря основних фондів з подальшим їх переданням у користування орендарю на строк, що не перевищує строку повної амортизації таких основних фондів з обов'язковою подальшою передачею права власності на такі основні фонди орендарю. Фінансовий лізинг (оренда) є різновидом фінансового кредиту. Витрати орендодавця на купівлю об'єктів фінансового лізингу (оренда) не включаються до складу валових витрат або до складу основних фондів такого орендодавця. Основні фонди, передані у фінансовий лізинг (оренда), включаються до складу основних фондів орендаря.